# جيمس دبليو. داونينج
جيمس دبليو. داونينج (بالإنجليزية: James W. Downing)‏ هو عسكري أمريكي، ولد في 22 أغسطس 1913 في Oak Grove, Jackson County, Missouri ‏ في الولايات المتحدة، وتوفي في 14 فبراير 2018 في كولورادو سبرينغس في الولايات المتحدة.

## وصلات خارجية
- الموقع الرسمي